# Jawa 350
La Jawa 350 es una motocicleta, producida por Jawa en Checoslovaquia desde la década de 1930 hasta 1992 y en la República Checa hasta el presente. En la década de 1950, con su motor de dos tiempos (343 cc) refrigerado por aire, podía alcanzar velocidades de 132 kilómetros por hora (82,0 mph) y se exportaba a más de 120 países del mundo.

## Difusión

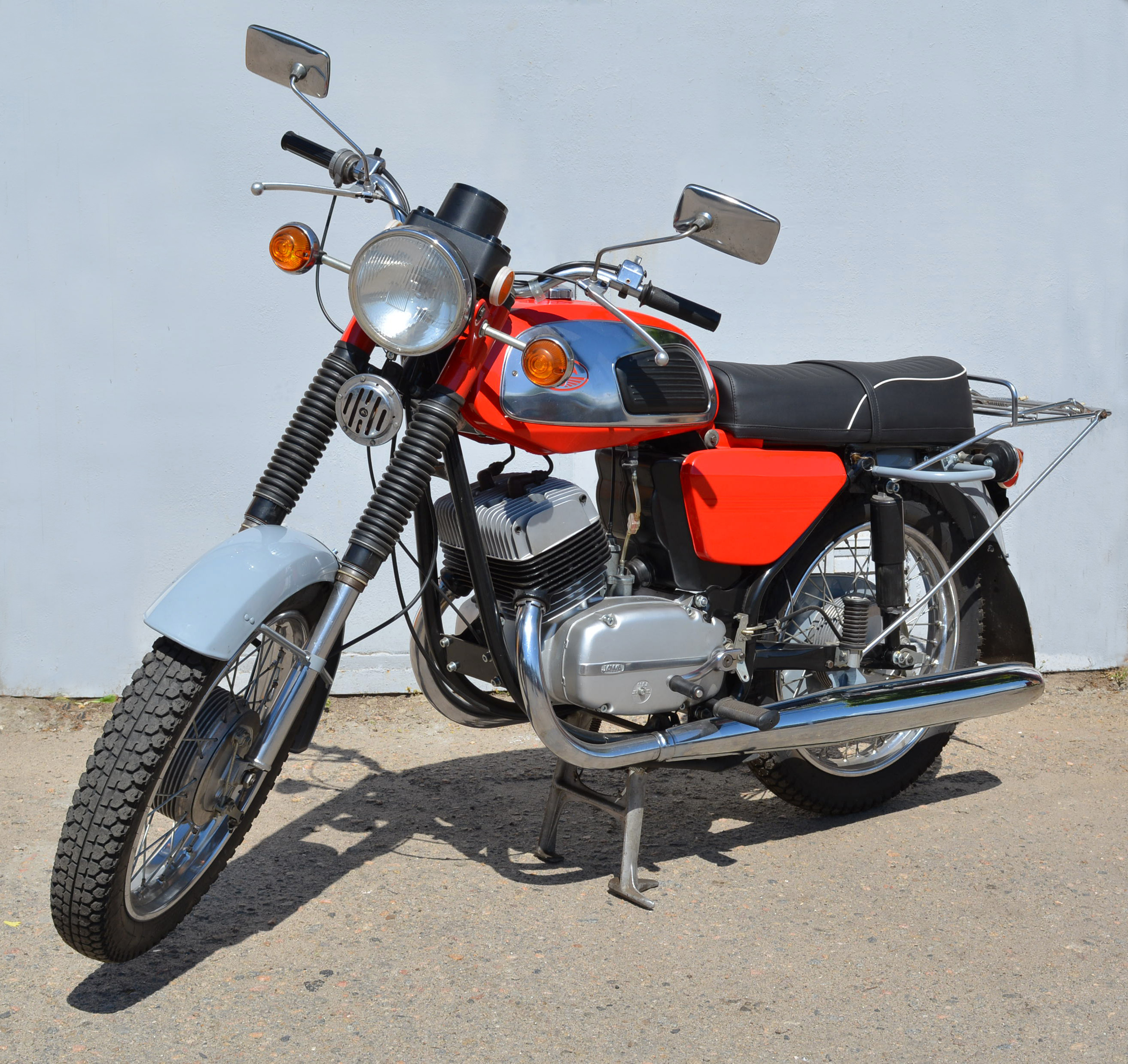
Jawa 350 tipo 634-8 (1978)

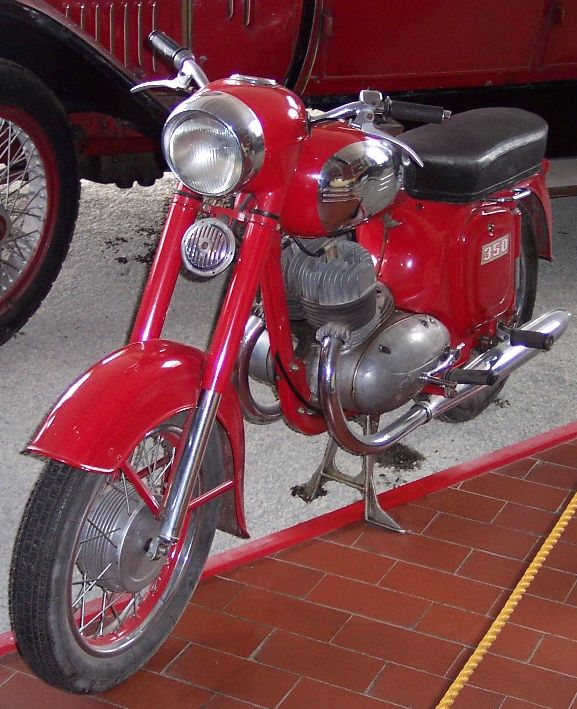
Jawa 350/354 de 1954, exhibida en el museo de Bad Oeynhausen, Alemania

La Jawa 350 sigue siendo popular gracias a su presencia en los países del Bloque del Este de Europa Oriental desde la década de 1960 hasta la década de 1990. Entre los modelos competidores de aquella época figuraban la MZ alemana (250 cc) y Simson (250 cc Sport & Awo), la Pannonia húngara (250 cc), la Junak polaca (350 cc) y la IZh soviética (350 cc), en un período anterior a la penetración en Europa del Este de los fabricantes japoneses de motocicletas. A principios de los años 1990 se lanzó un nuevo de modelo adicional, la Jawa 350 tipo 640.
La motocicleta Jawa 350 de dos tiempos y dos cilindros todavía está en producción. Aunque su estilo y diseño han cambiado con los años, casi no ha cambiado mecánicamente desde la década de 1970, pero es muy fiable. Se importa y se vende en el Reino Unido, donde los dos modelos de dos tiempos de 350 cc se denominan "Classic" y "Sport". Los modelos del año 2012 vendidos en Reino Unido estaban equipados con encendido electrónico, arranque eléctrico y lubricación con inyección de aceite. También se importan y venden en Irlanda y se distribuyen por toda Europa.
Fue el primer y único vehículo extranjero (hasta 1991), disponible para la venta en la URSS posterior a la Segunda Guerra Mundial. [cita requerida]
El motor bicilíndrico de dos tiempos 350/640 casi no ha cambiado mecánicamente desde la década de 1970, pero gracias a su gran fiabilidad estas motos todavía se venden con éxito principalmente a los países de América Latina.
Debido a que la Jawa 350 OHC cumple con los estándares previos de EURO IV, era posible venderla (a diferencia de la antigua Jawa 350/640) en la Unión Europea.

## Versiones
- 1934-1936: Jawa 350 SV - motocicleta monocilíndrica de cuatro tiempos[2]
- 1935-1949: Jawa 350 OHV - monocilíndrica con válvulas en cabeza[3]
- 1948–1956: Jawa 350 Pérák - bicilíndrica de dos tiempos
- 1954     : Jawa 350/18[4]
- 1954–1964: Jawa 350/354 - bicilíndrica de dos tiempos
- 1959-1960: Jawa 350/354 Rocker[5]
- 1964–1974: Jawa 350/360 Automatic - monocilíndrica de dos tiempos, con el primer embrague automático del mundo
- 1964-1966: Jawa 350/360 Panelka[6]
- 1965–1969: Jawa 350/361 Sport - bicilíndrica de dos tiempos con ruedas más grandes, de 19"
- 1969     : Jawa 350/361[7]
- 1970-1973: Jawa 350/362 Californian - bicilíndrica de dos tiempos[8] (Jawa 350/632)[9] (Jawa 350/633)[10]
- 1970-1972: Jawa 350/633 Bizon - bicilíndrica de dos tiempos
- 1974-1983: Jawa 350/634 - bicilíndrica de dos tiempos[11]
- 1984-1994: Jawa 350/638 - bicilíndrica de dos tiempos con freno de disco delantero[12]
- 1984–1994: Jawa 350/639 - bicilíndrica de dos tiempos
- Desde 1991: Jawa 350/640 - bicilíndrica de dos tiempos, en versiones Style o Retro
- 1991-1998: Jawa 350/639[13]
- 1995-1998: Jawa 350/639 Chopper[14]
- 1994-2000: Jawa 350/640[15]
- 1997-2000: Jawa 350 Tramp[16]
- Desde 2017:Jawa 350 OHC monocilíndrica de cuatro tiempos, que cumple con la Normativa Euro 4[17]

## Imágenes

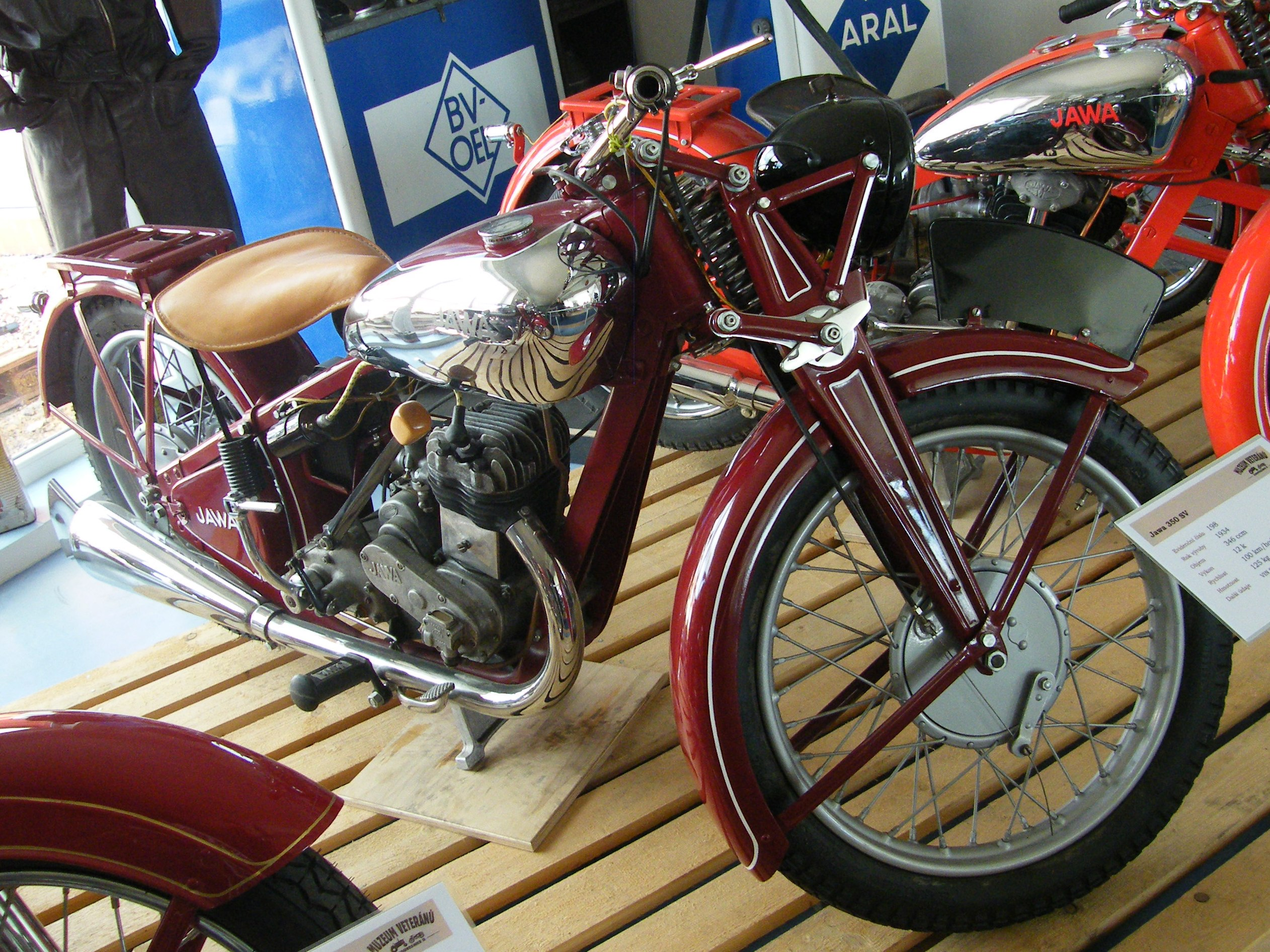
Jawa 350 SV
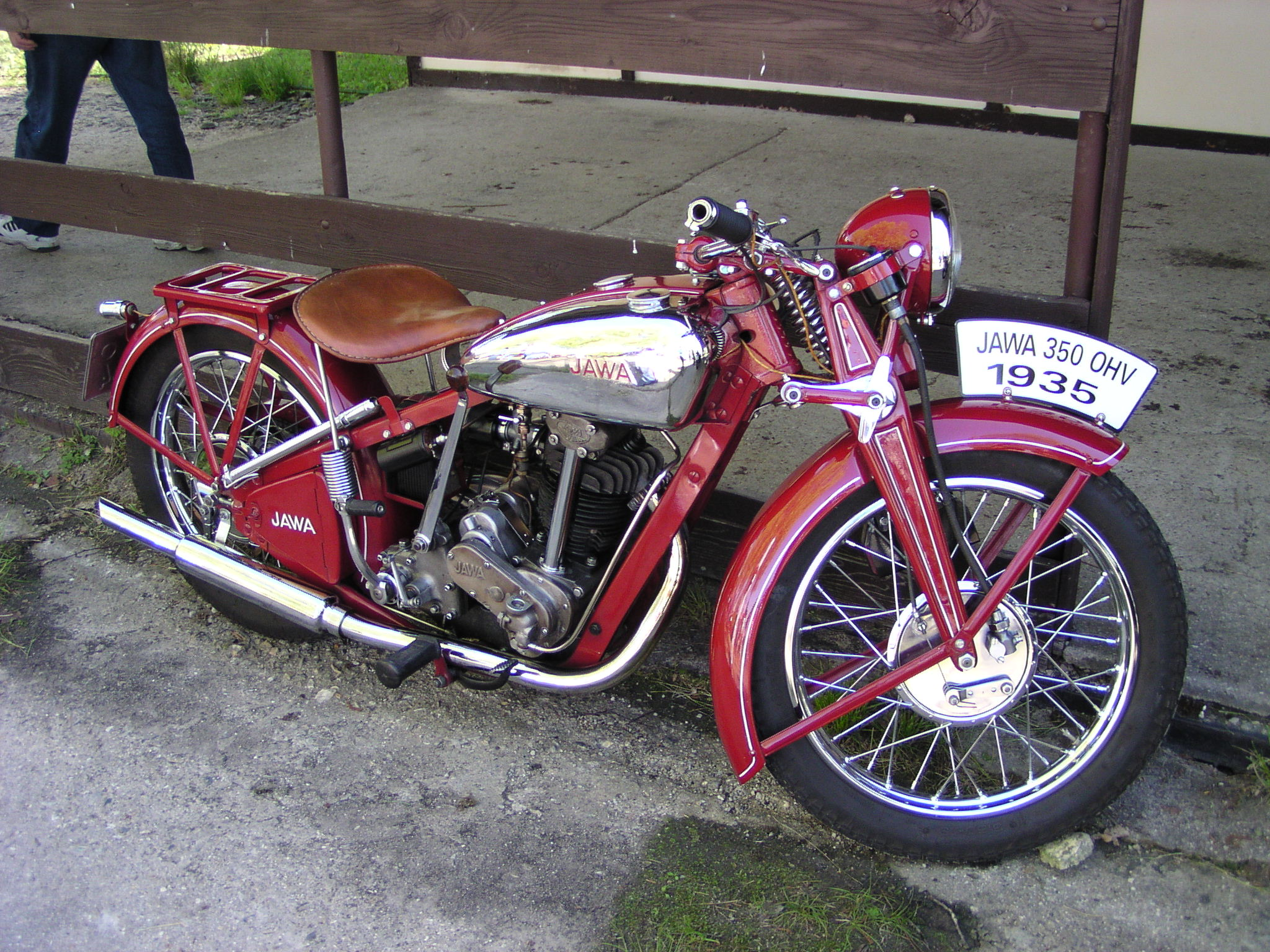
Jawa 350 OHV
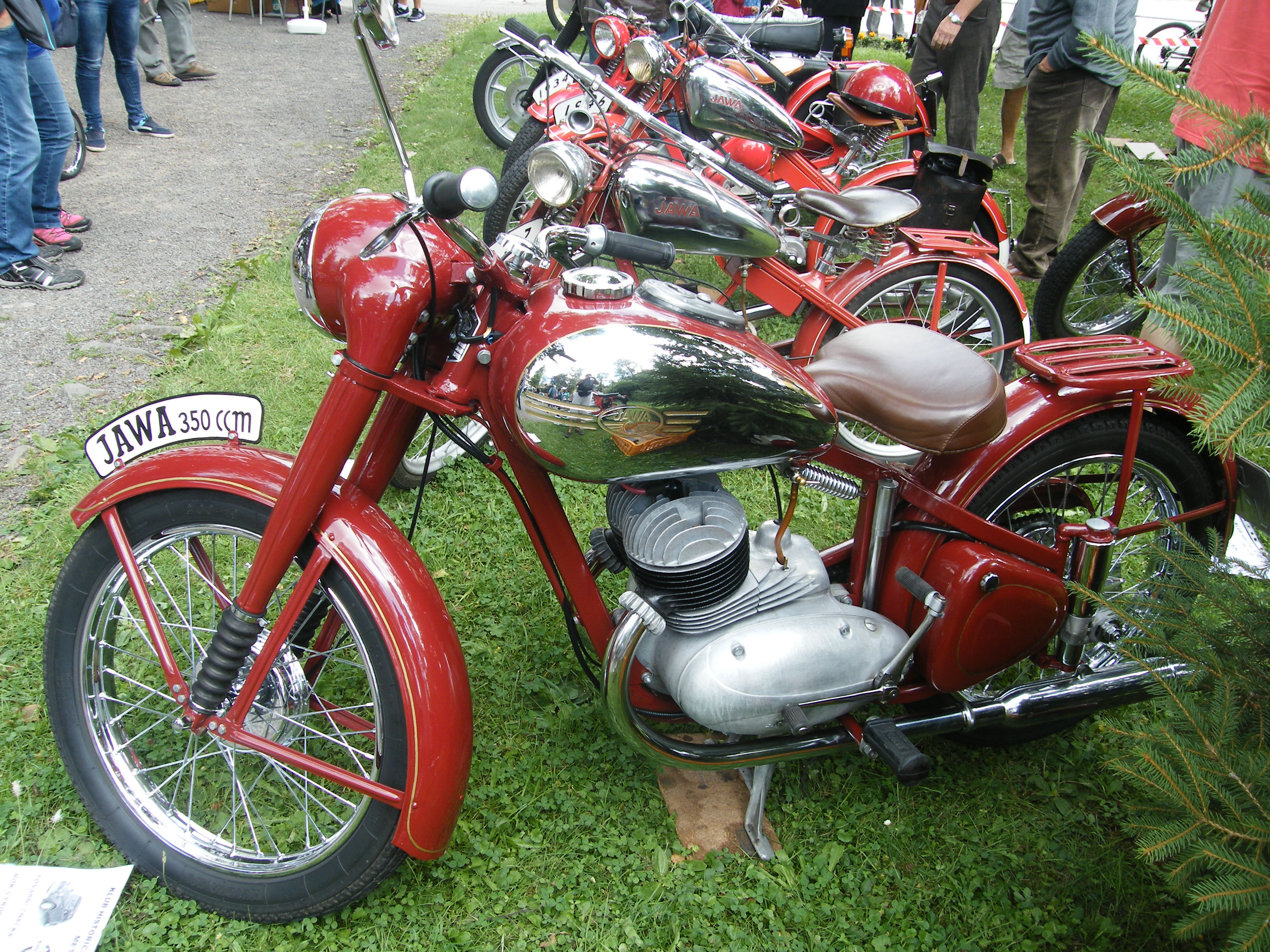
Jawa 350 Pérák
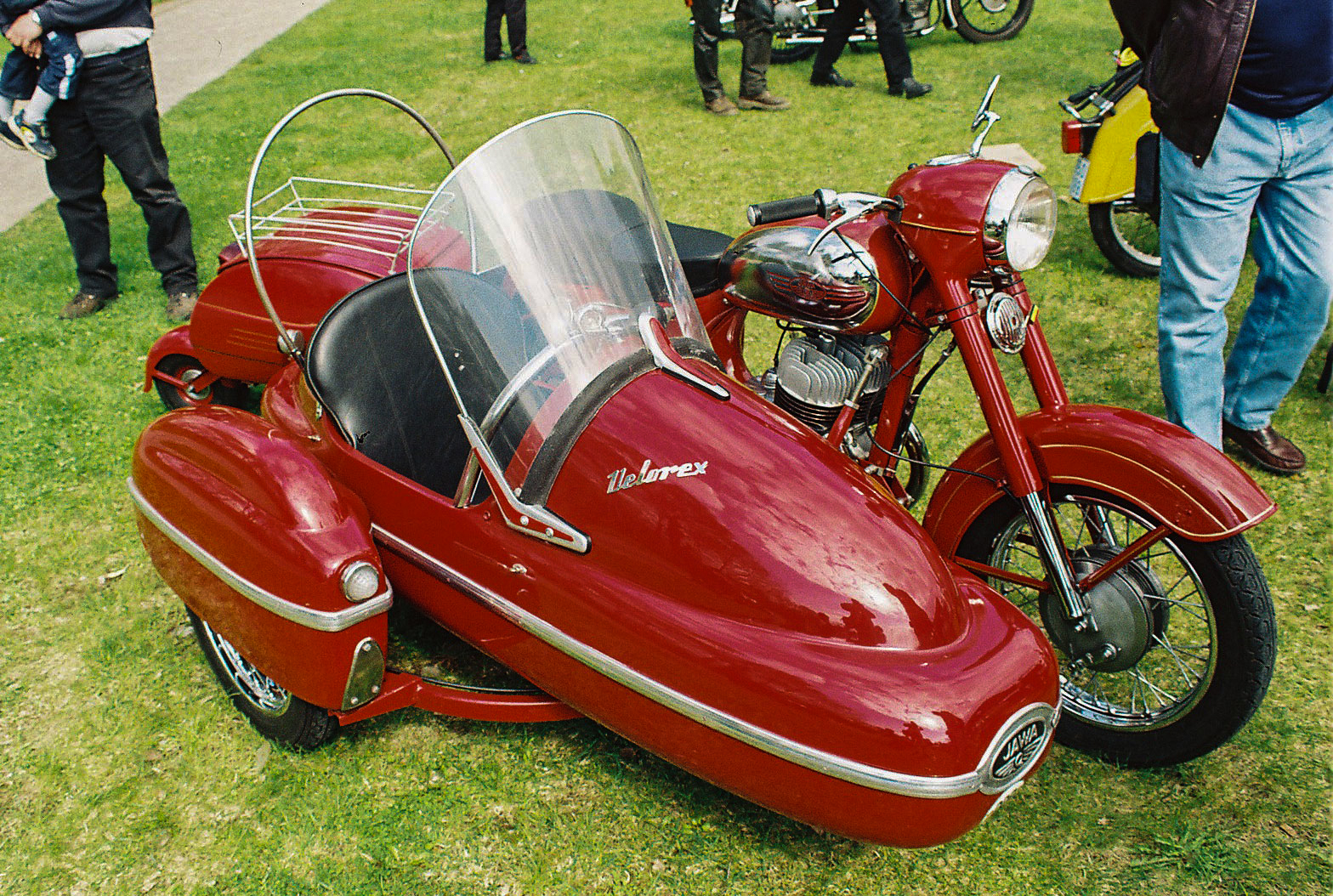
Jawa 350/354 con sidecar Velorex
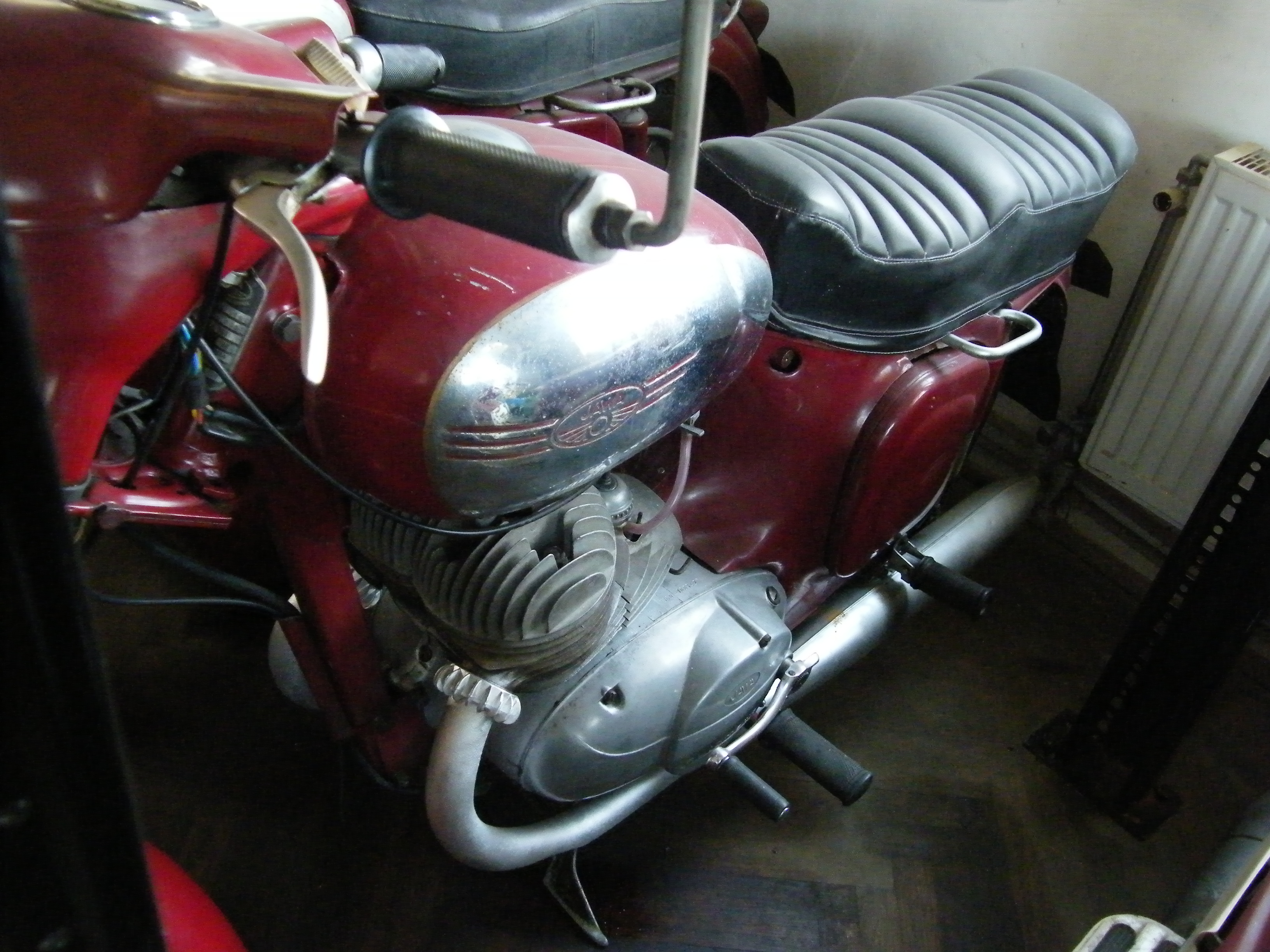
Jawa 350/360 Automatic
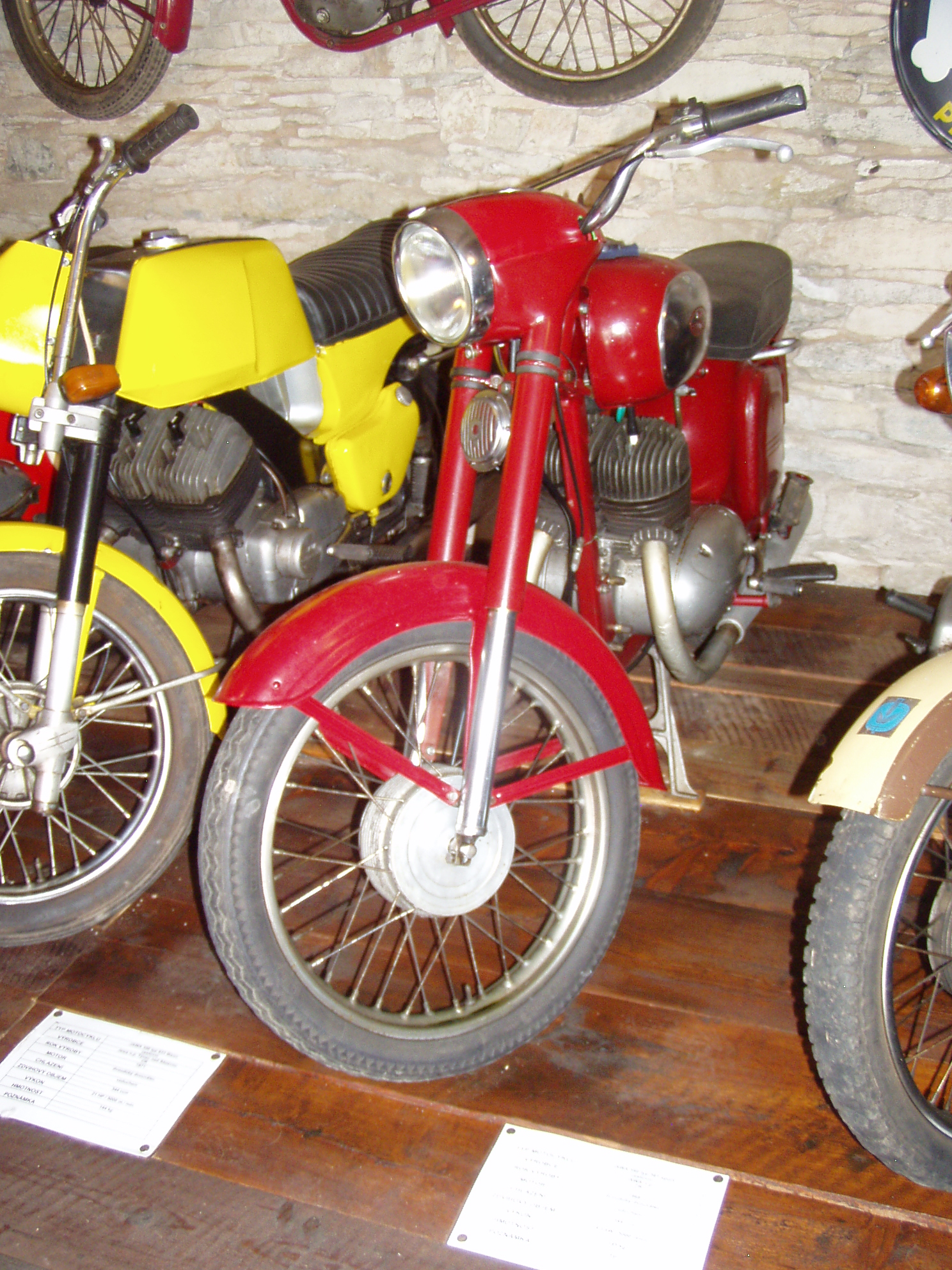
Jawa 350/361 Sport
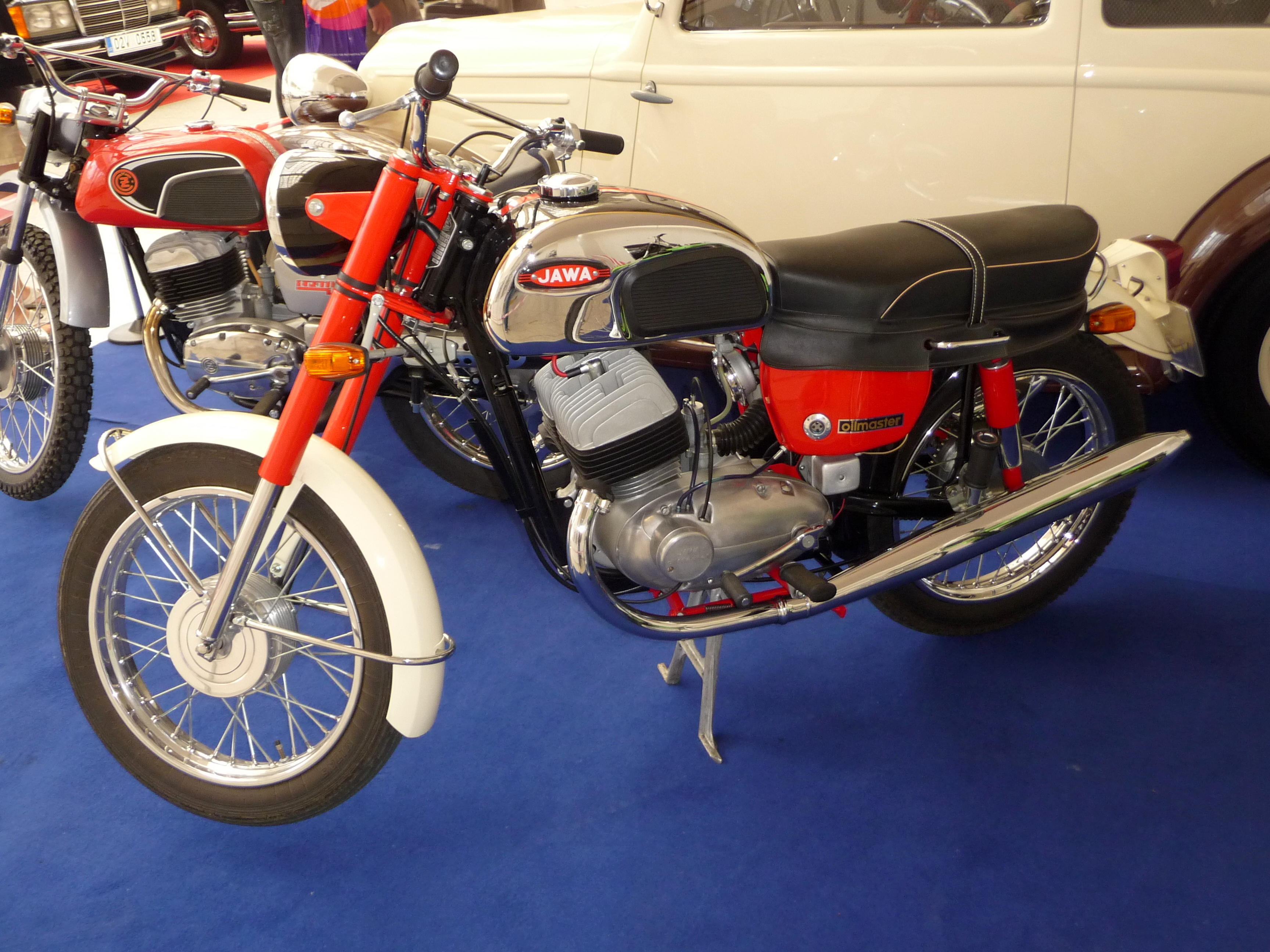
Jawa 350/362 Californian
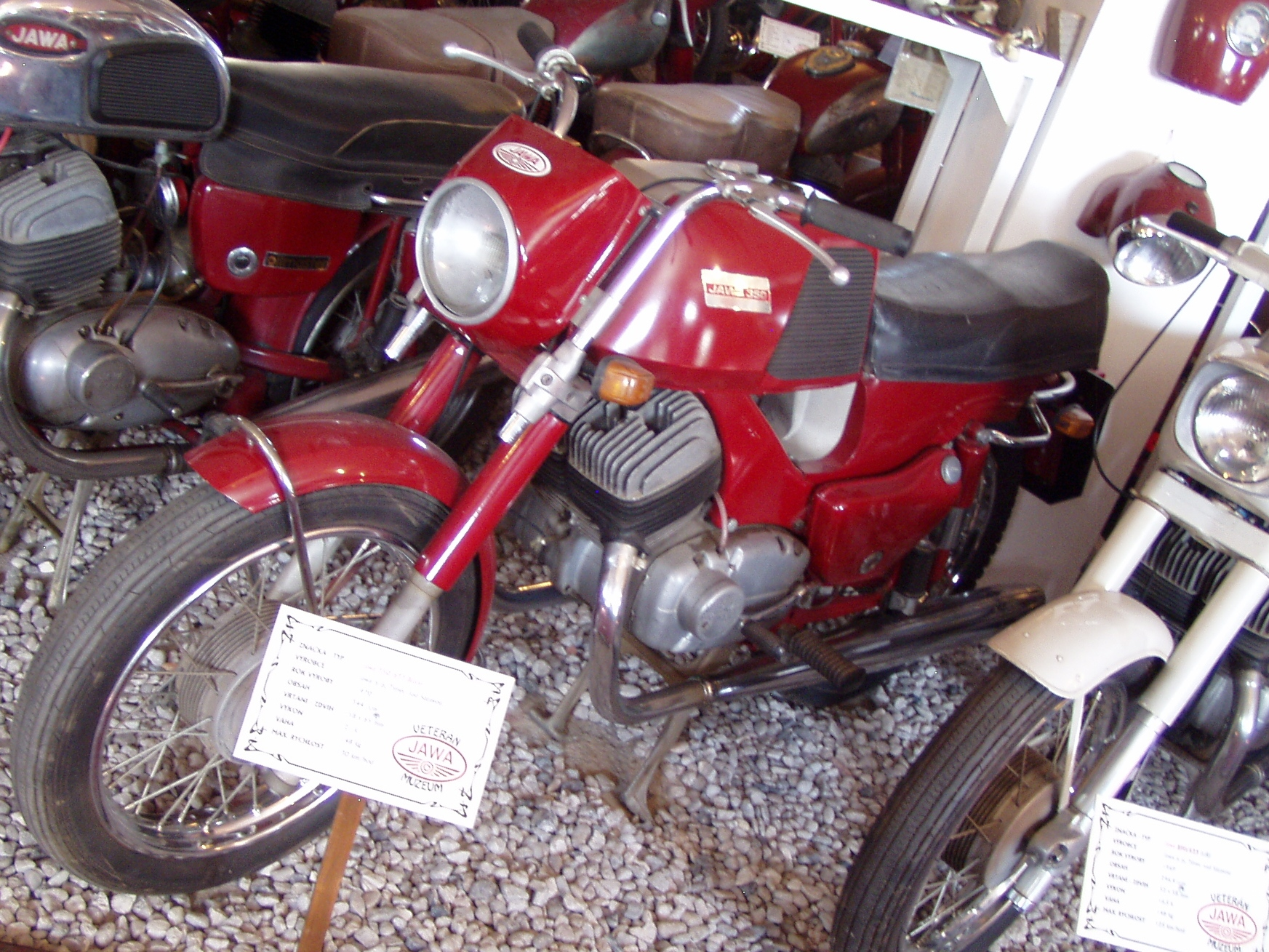
Jawa 350/633 Bizon
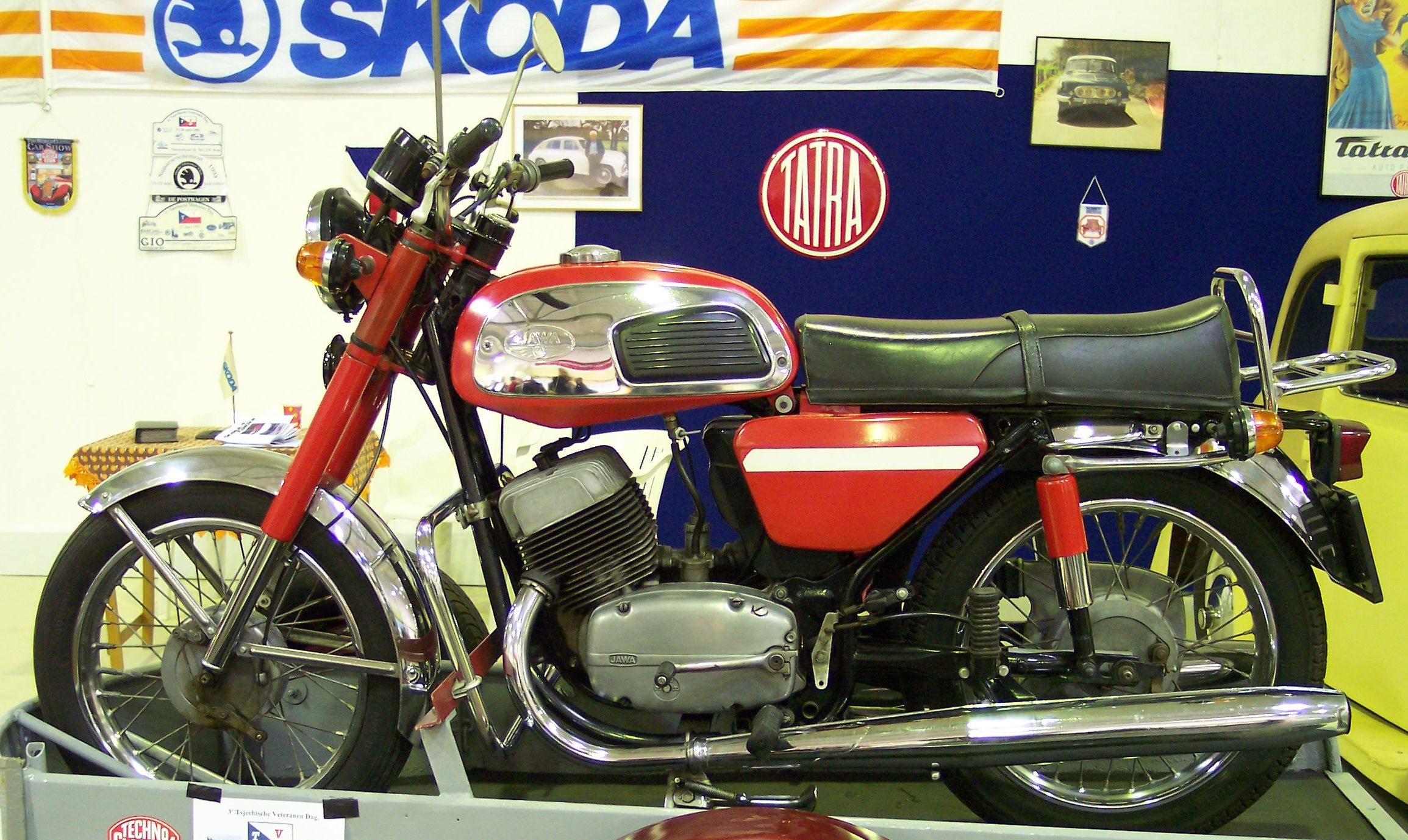
Jawa 350/634
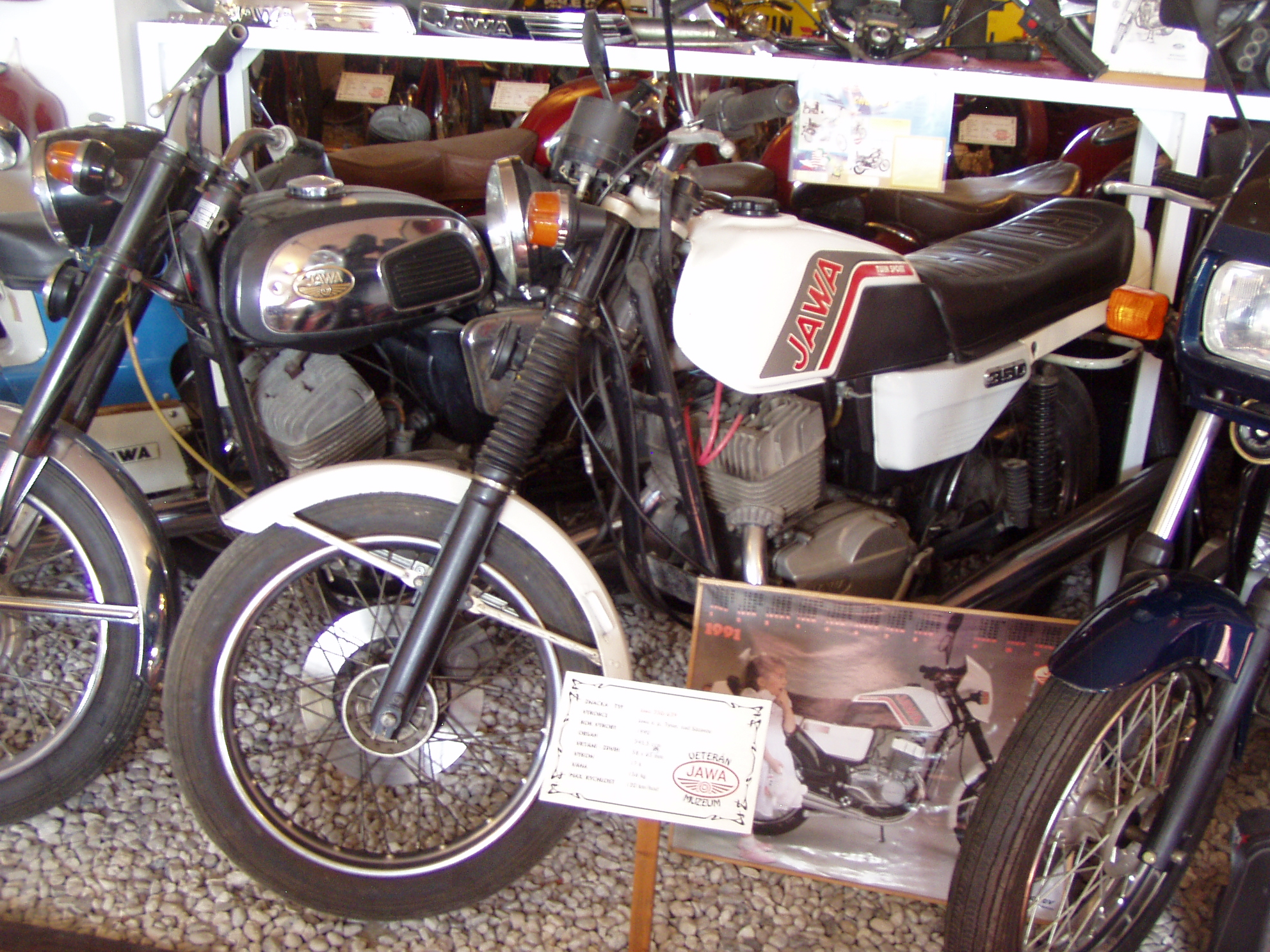
Jawa 350/639
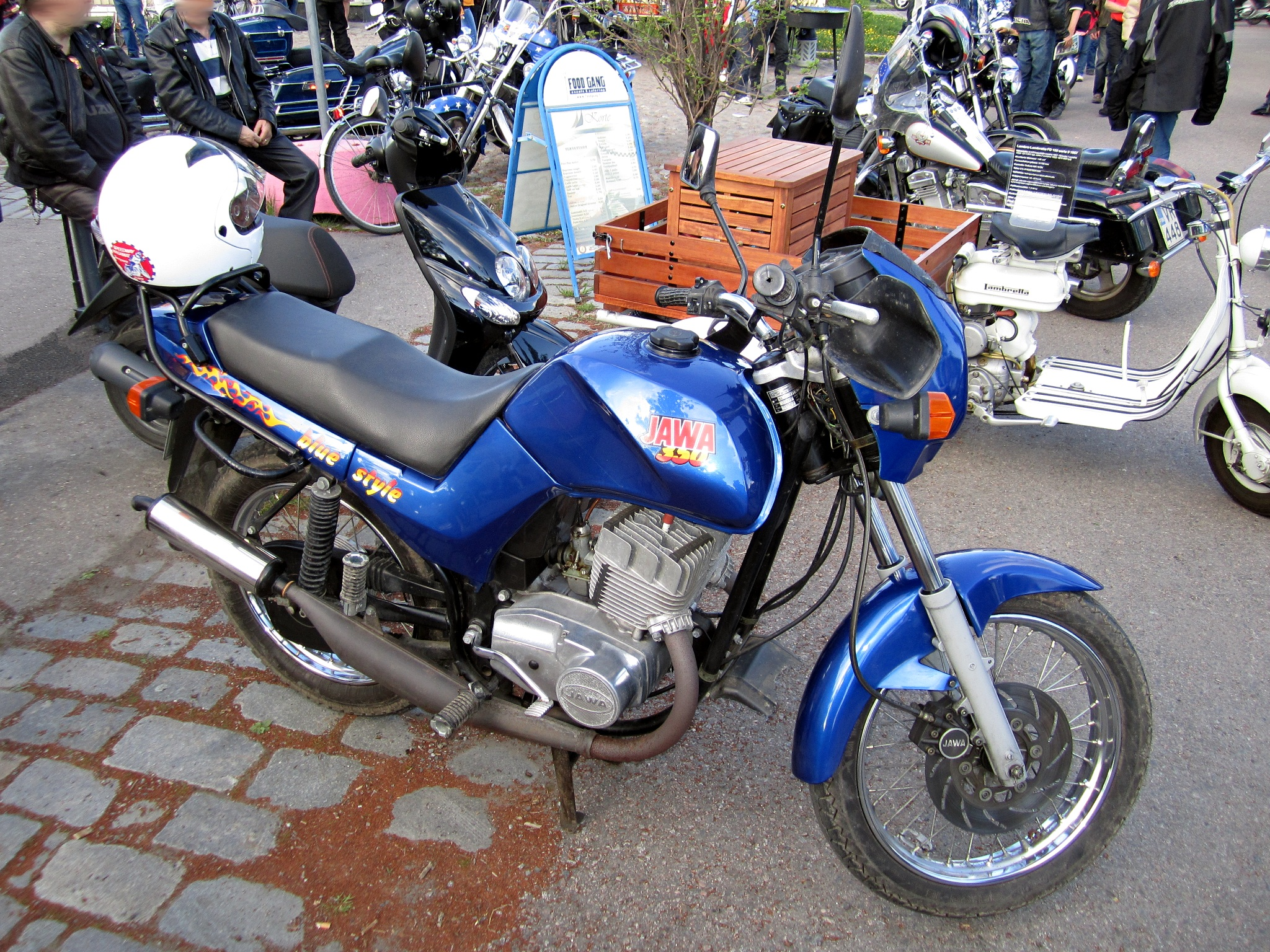
Jawa 350/640 Style
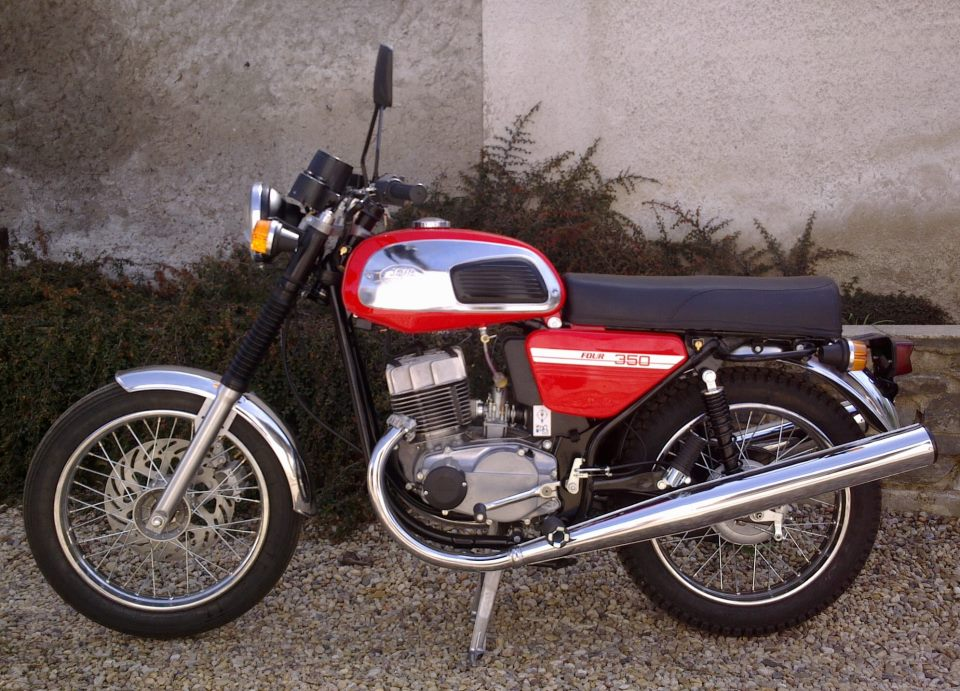
Jawa 350/640 Retro 634

## Jawa 350 OHC

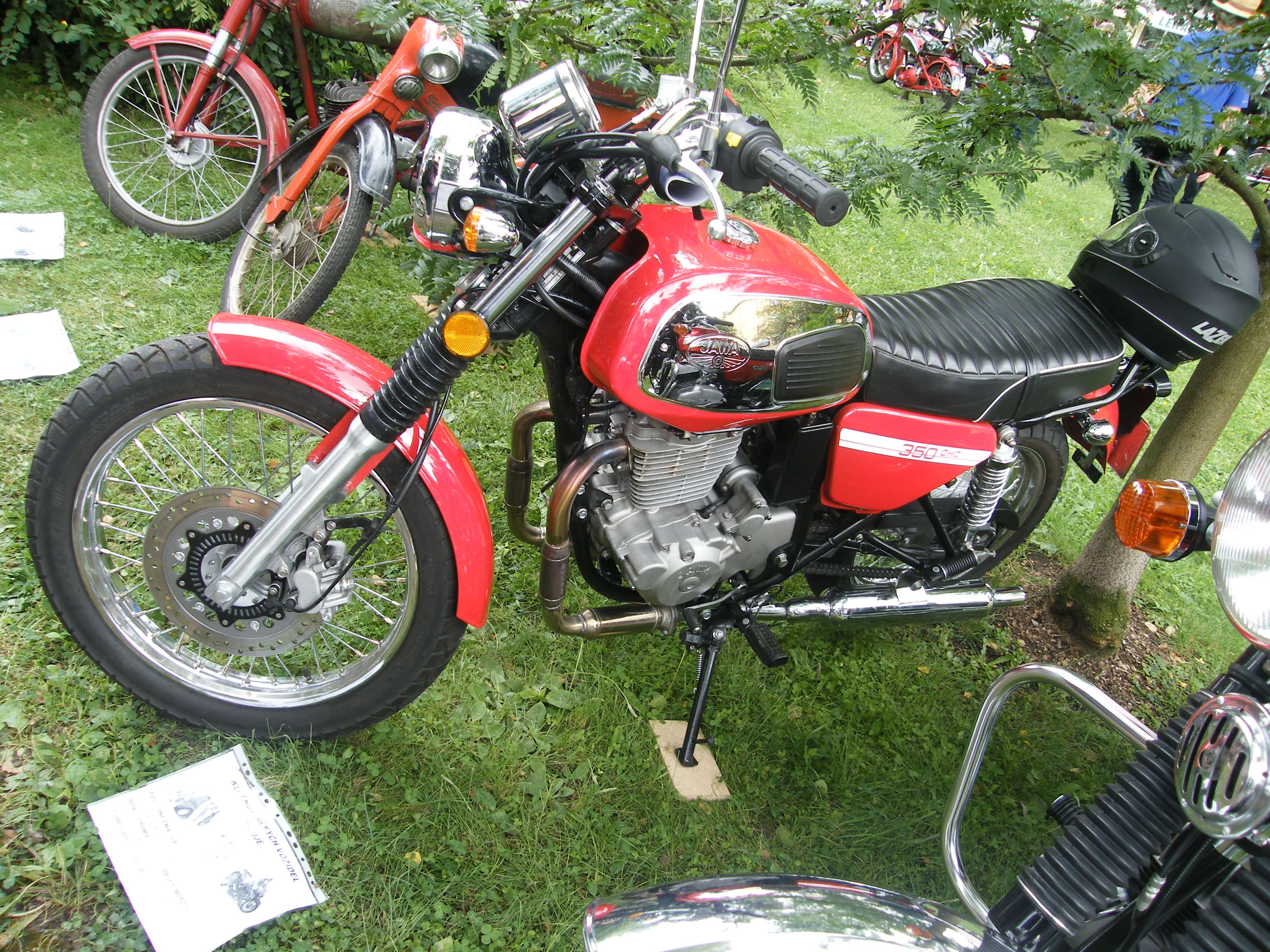
Jawa 350 OHC

La Jawa 350 OHC se fabrica desde 2017. Su diseño se inspira en el de la motocicleta Jawa 350/634 de los años 1970. A diferencia de todas las motocicletas Jawa 350 anteriores, que eran bicilíndricas de dos tiempos, su motor es un monocilíndrico de cuatro tiempos. Por primera vez en la historia de Jawa, este modelo también está equipado con asistencia de frenado ABS.
El diseño de la versión Jawa 350 OHC Special está inspirado en la motocicleta de carreras Jawa 350/673 (un modelo especial, construido en tan solo tres ejemplares en 1967). Adopta un diseño Cafe Racer. Una tercera versión, la Jawa 350 OHC Scrambler, mejora las capacidades todoterreno de la motocicleta. Comparte el depósito de combustible con la Jawa 250/353 (Kývačka).

### Especificaciones
- Motor: monocilíndrico de cuatro tiempos refrigerado por aire con inyección electrónica Delphi
- Desplazamiento: 397 cm³
- Potencia máxima: 20.4 kW @ 6500 rpm
- Par máximo: 30.6 Nm @ 5000 rpm
- Normas de emisión: Euro 4
- Distancia entre ejes: 1420 mm
- Transmisión: manual de cinco velocidades
- Ruedas: delantera 19", trasera 18"
- Neumáticos: delantero 100/90/19, trasero 130/70/18
- Frenos: tambor trasero 160 mm, disco delantero 280 mm con ABS
- Peso en seco: 160 kg
- Max. velocidad: 130 km/h[20]
- Consumo de combustible: 3.2 L/100 km[21]